# Поповка (Чердаклинский район)
Поповка — село в Чердаклинском районе Ульяновской области, входит в состав Калмаюрского сельского поселения. Расположено при озере Светлом, в 15 км к юго-востоку от райцентра Чердаклы.

## История
Село Поповка основано весной 1697 года 40 служилыми татарами. В 1701 и 1713 годы сюда же приехали с Иванчеем Енохтаевым ещё 31 человек.
В 1780 году, при создании Сибирского наместничества, деревня Калмаюр, служилых татар, вошла в состав Ставропольского уезда. С 1796 года — в Симбирской губернии.
На пожалованных землях служилые татары владели и пользовались ею до 1791 года. Но с осени 1791 года по весну 1792 года они уехали из этих мест, переехав в селения Тюгальбуга (ныне Старая Тюгальбуга) и Вороний Куст Самарского уезда (ныне Новомалыклинский район). В 1794 году в те же самые дома переселил своих крестьян числом 49 душ мужского пола губернский секретарь Александр Васильевич Попов. С этого времени Татарский Калмаюр стал называться Поповкой.
В 1851 году деревня Поповка (Татарский Калмаюр) вошла в состав Ставропольского уезда Самарской губернии.
В 1861 году деревня Татарский Калмаюр (Поповка тож) вошла в состав Коровинской волости.
В 1918 году в деревне был образован Поповский сельский Совет, за деревней окончательно закрепилось название Поповка.
В 1920 году село вошло в состав Мелекесского уезда.
Страшный голод 1921—1922 г.г. унёс жизни более 700 жителей села.
В селе Поповка в 1929 году был организован сельхозартель «12 лет Октября».
В 1943 году село вошло в состав Чердаклинского района Ульяновской области.
В Великой Отечественной войне погибли 140 сельчан. Давли Киямович Киямов стал полным кавалером орденов Славы. В июле 2006 года в родном селе установлен памятник ветерану.
В 2005 году село вошло в состав Калмаюрского сельского поселения.

## Население
| Год  | Число дворов | Число жителей | Примечания                                           |
| ---- | ------------ | ------------- | ---------------------------------------------------- |
| 1697 |              | 40            |                                                      |
| 1713 |              | 71            |                                                      |
| 1780 |              | 161           | Ревизских душ, служилых татар                        |
| 1834 |              | 258           | По 8-й ревизии: 74 души мужского, 174 женского пола. |
| 1850 |              | 236           | По 9-й переписи: мужчин 99, женщин 137.              |
| 1859 | 29           | 255           | есть мечеть                                          |
| 1900 | 123          | 723           | 2 мечети, татарская школа.                           |
| 1910 | 153          | 857           | 2 мечети, 2 татарских школ, 2 ветряных мельниц.      |
| 1930 | 184          | 855           |                                                      |
| 2010 |              | 602           |                                                      |

## Известные люди
- Константинов, Иван Дмитриевич — Герои Социалистического Труда, председатель колхоза «12 лет Октября»[7].
- Давли Киямович Киямов — полный кавалер орденов Славы.

## Достопримечательности
- Памятник погибшим односельчанам (1975 г.)[8].
- Памятник  Д. К. Киямову (установлен в 2005 г.)[9]

## Улицы
ул. Колхозная, ул. Луговая, ул. Неверова, ул. Новостройщиков, ул. Прибрежная, ул. Салахова, ул. Центральная, ул. Шоссейная, кв-л Южный.